# Trung Đức
Trung Đức  (sinh ngày 23 tháng 3 năm 1952) là một ca sĩ nhạc đỏ người Việt Nam, được biết đến với vai trò là ca sĩ hát những bài hát truyền thống thành công nhất với chất giọng cao, ấm và truyền cảm. Ông còn là tác giả của một số ca khúc âm hưởng dân ca như Nhớ về hội Lim, Em đi chùa Hương, Chân quê, Gọi em. Trung Đức được phong tặng danh hiệu Nghệ sĩ nhân dân năm 2007.

## Cuộc đời
Nguyễn Trung Đức sinh ngày 23 tháng 3 năm 1952 tại làng La Cả thuộc Hà Đông, Hà Nội trong gia đình không ai theo nghệ thuật, bố mẹ đều là nông dân. Trung Đức từng làm công nhân tại Thái Nguyên.
Năm 1972, Trung Đức đi bộ đội, từng là lính lái xe tăng của đoàn 559 ở Trường Sơn, sau 9 tháng làm lính Trường Sơn thì giải ngũ. Sau khi giải ngũ, ông trở về quê, làm nhiều nghề để kiếm sống. Cùng lúc tỉnh Hà Tây tổ chức cuộc thi hát, Trung Đức đã đoạt giải nhất với bài hát Hà Tây quê lụa, sau đó ông đăng ký dự thi và được nhận vào công tác tại Đoàn Ca múa nhạc Hà Tây. Một năm sau đó, ông về học tại Nhạc viện Hà Nội (Học viện Âm nhạc Quốc gia Việt Nam), dưới sự dìu dắt của hai nghệ sĩ Quý Dương và Trung Kiên. Sau khi ra trường, Trung Đức về lại Đoàn Ca múa Hà Tây để tiếp tục công tác. Năm 1980, ông chuyển về Đoàn Ca múa Thăng Long, Hà Nội. Năm 1981, ông chuyển về Nhà hát Ca múa nhạc Việt Nam, công tác tại đó cho đến khi nghỉ hưu. Năm 2007, Trung Đức được nhà nước Việt Nam phong tặng danh hiệu Nghệ sĩ nhân dân.
Trung Đức sở hữu giọng nam trung mềm mại, ấm áp, vang, khoẻ, ông đã hát thành công nhiều bài hát nhạc đỏ phát sóng trên Đài Tiếng nói Việt Nam như Chào em cô gái Lam Hồng (Ánh Dương), Trên đỉnh Trường Sơn (Huy Du), Chiếc gậy Trường Sơn (Phạm Tuyên), Chào sông Mã anh hùng (Xuân Giao), Gửi em ở cuối sông Hồng (Thuận Yến),... Ông cùng ca sĩ Thu Hiền trở thành cặp song ca nhạc đỏ nổi tiếng trong thập niên 1970 đến 1990. Bên cạnh biểu diễn, Trung Đức còn sáng tác một số ca khúc như Em đi chùa Hương (phổ thơ Nguyễn Nhược Pháp), Chân quê (phổ thơ Nguyễn Bính), Gọi em, Nhớ về hội Lim. Đặc biệt, ca khúc Gọi em của ông dựa trên giai điệu Khan Tây Nguyên đã nhận được Huy chương Vàng tại Hội diễn ca nhạc toàn quốc năm 1996 tại Cần Thơ.